# Grif
Grif är en sjö i Antarktis. Den ligger i Östantarktis. Australien gör anspråk på området. Grif ligger 94 meter över havet. Arean är 0,68 kvadratkilometer. Den sträcker sig 6,4 kilometer i nord-sydlig riktning, och 1,9 kilometer i öst-västlig riktning.